# جنی آرتور
جنی آرتور (انگلیسی: Jenny Arthur؛ زادهٔ ۱۱ دسامبر ۱۹۹۳) وزنه‌بردار اهل ایالات متحده آمریکا است.
وی در مسابقات کشوری و بین‌المللی در مجموع برندهٔ ۱ مدال برنز شده‌است.